# Firmaskovturen
Firmaskovturen er en dansk komediefilm fra 1978, skrevet af Ole Boje og John Hilbard, der også har instrueret. Filmen er en fortsættelse til Julefrokosten fra 1976.

## Medvirkende
- Judy Gringer
- Jørgen Ryg
- Lisbet Dahl
- Preben Kaas
- Jesper Langberg
- Bjørn Puggaard-Müller
- Kirsten Norholt
- Birgitte Federspiel
- Torben Jensen
- Bjarne Adrian
- Ole Thestrup
- Rolv Wesenlund
- Bertel Lauring
- Sonja Oppenhagen
- Poul Glargaard
- Holger Vistisen
- Søren Steen